# بچه‌های سرسخت نمی‌رقصند
بچه‌های سرسخت نمی‌رقصند (به انگلیسی: Tough Guys Don't Dance) فیلمی محصول سال ۱۹۸۷ و به کارگردانی نورمن میلر است. در این فیلم بازیگرانی همچون رایان اونیل، ایزابلا روسلینی، دبرا ساندلوند، وینگز هاوزر، لارنس تیرنی، پن جیلت و فرانسیس فیشر ایفای نقش کرده‌اند.